# لور کینرتون
لور کینرتون (به انگلیسی: Lower Kinnerton) یک روستا و محله مدنی در بریتانیا است که در دادلزتون واقع شده‌است. لور کینرتون ۱۳۶ نفر جمعیت دارد.